# Elephastomus carnei
Elephastomus carnei is een keversoort uit de familie cognackevers (Bolboceratidae). De wetenschappelijke naam van de soort werd in 1976 gepubliceerd door Jan Krikken.